# Andrea Stinson
Andrea Maria Stinson (ur. 25 listopada 1967 w Charlotte) – amerykańska koszykarka, reprezentantka kraju, grająca na pozycjach rozgrywającej lub rzucającej, obecnie trenerka drużyny szkoły średniej Newton-Conover.
Opuściła uczelnię Północnej Karoliny z 2136 punktami zdobytymi podczas kariery akademickiej, co zapewniło jej trzecie miejsce na liście najlepszych strzelczyń wszech czasów w historii klubu.

## Osiągnięcia
Na podstawie, o ile nie zaznaczono inaczej.

### NCAA
- Uczestniczka rozgrywek Sweet 16 turnieju NCAA (1989–1991)
- Mistrzyni:
  - sezonu regularnego konferencji Atlantic Coast (ACC – 1990)
  - turnieju ACC (1991)
- Zawodniczka roku ACC (1990)
- MVP finałów turnieju ACC (1990)
- Zaliczona do:
  - I składu:
    - All-American (1989–1991)
    - ACC (1990, 1991)

  - Galerii Sław Sportu:
    - uczelni North Carolina State (2014)
    - stanu Karolina Północna (2015)

  - składu ACC’s 50th Anniversary team - najlepszych zawodniczek w historii rozgrywek ACC

### WNBA
- Wicemistrzyni WNBA (2001)
- Uczestniczka meczu gwiazd WNBA (2000–2002)
- Zaliczona do II składu WNBA (1997, 1998)
- Była jedną z kandydatek do składu WNBA All-Decade Team

### Inne
Drużynowe
- Wicemistrzyni:
  - Francji (1993)
  - pucharu Ronchetti (1995)
- Brąz Euroligi (1999)
- 4. miejsce podczas rozgrywek pucharu Ronchetti (1994)
- Uczestniczka rozgrywek ligi światowej FIBA (2003)

Indywidualne
- Zagraniczna MVP ligi francuskiej (1994)
- Uczestniczka meczu gwiazd ligi włoskiej (1995, 1996, 1997)
- Laureatka nagród:
  - WNBA’s Community Assist Award
  - Bobby Phills Community Award
  - Maya Angelou Leadership Award
  - United Negro College Fund Leadership Award

### Reprezentacyjne
- Brązowa medalistka igrzysk panamerykańskich (1991)
- Zdobywczyni pucharu Williama Jonesa (1992)
- Uczestniczka mistrzostw Ameryki (1989 – 4. miejsce)[3]